# Mestaruussarja 1987
La Mestaruussarja 1987 fu la settantottesima edizione della massima serie del campionato finlandese di calcio, la cinquantasettesima come Mestaruussarja. Il campionato, con il formato a girone unico e composto da dodici squadre, venne vinto dall'HJK.

## Squadre partecipanti
| Club         | Città       | Stagione 1986               |
| ------------ | ----------- | --------------------------- |
| Haka         | Valkeakoski | 5º posto in Mestaruussarja  |
| HJK          | Helsinki    | 3º posto in Mestaruussarja  |
| Ilves        | Tampere     | 6º posto in Mestaruussarja  |
| KePS         | Kemi        | 11º posto in Mestaruussarja |
| Koparit      | Kuopio      | 9º posto in Mestaruussarja  |
| KuPS         | Kuopio      | 10º posto in Mestaruussarja |
| Kuusysi      | Lahti       | Campione di Finlandia       |
| MP           | Mikkeli     | 7º posto in Mestaruussarja  |
| PPT          | Pori        | 8º posto in Mestaruussarja  |
| Reipas Lahti | Lahti       | 1º posto in I divisioona    |
| RoPS         | Rovaniemi   | 4º posto in Mestaruussarja  |
| TPS          | Turku       | 2º posto in Mestaruussarja  |

## Classifica finale
|  | Pos. | Squadra      | Pt | G  | V  | N  | P  | GF | GS | DR  |
|  | ---- | ------------ | -- | -- | -- | -- | -- | -- | -- | --- |
|  | 1.   | HJK          | 33 | 22 | 15 | 3  | 4  | 38 | 14 | +24 |
|  | 2.   | Kuusysi      | 30 | 22 | 12 | 6  | 4  | 37 | 21 | +16 |
|  | 3.   | TPS          | 28 | 22 | 12 | 4  | 6  | 36 | 21 | +15 |
|  | 4.   | Ilves        | 25 | 22 | 12 | 1  | 9  | 43 | 43 | 0   |
|  | 5.   | RoPS         | 24 | 22 | 9  | 6  | 7  | 30 | 25 | +5  |
|  | 6.   | PPT          | 23 | 22 | 9  | 5  | 8  | 39 | 32 | +7  |
|  | 7.   | MP           | 22 | 22 | 8  | 6  | 8  | 27 | 21 | +6  |
|  | 8.   | KuPS         | 21 | 22 | 8  | 5  | 9  | 34 | 39 | -5  |
|  | 9.   | Haka         | 19 | 22 | 7  | 5  | 10 | 30 | 36 | -6  |
|  | 10.  | Reipas Lahti | 14 | 22 | 4  | 6  | 12 | 20 | 43 | -23 |
|  | 11.  | KePS         | 13 | 22 | 5  | 3  | 14 | 19 | 33 | -14 |
|  | 12.  | Koparit      | 12 | 22 | 1  | 10 | 11 | 17 | 42 | -25 |

Legenda:
      Campione di Finlandia e ammessa alla Coppa dei Campioni 1988-1989
      Vincitore della Suomen Cup 1987 e ammessa in Coppa delle Coppe 1988-1989
      Ammessa in Coppa UEFA 1988-1989
 Ammessa allo spareggio promozione-retrocessione
      Retrocesse in I divisioona
Note:
Due punti a vittoria, uno a pareggio, zero a sconfitta.

## Spareggio promozione/retrocessione
Lo spareggio promozione/retrocessione venne disputato dall'undicesima classificata in Mestaruussarja (il KePS) e dalla seconda classificata in I divisioona (il GrIFK). La vincente era ammessa alla Mestaruussarja 1988, mentre la perdente veniva ammessa alla I divisioona 1988.
|       | Risultati |       | Luogo e data |
| ----- | --------- | ----- | ------------ |
| GrIFK | 0-2       | KePS  |              |
| KePS  | 5-2       | GrIFK |              |
|       |           |       |              |